# Eichhörnchen (Maskottchen)
Zwei Eichhörnchen waren die Maskottchen der Sommer-Paralympics 1980 im niederländischen Arnheim. Es waren die ersten Maskottchen bei Paralympischen Spielen.

## Geschichte
Die niederländische Rundfunkgesellschaft AVRO veranstaltete Ende der 1970er Jahre in der Sendung Sportpanorama einen Wettbewerb, um ein Maskottchen für die bevorstehendes Paralympischen Sommerspiele zu finden. Man entschied sich für das Motiv des Eichhörnchens, einerseits weil es in den Wäldern rings um das Nationale Sportzentrum Papendal, dem Austragungsort der Wettkämpfe, sehr häufig vorkommt, andererseits symbolisiert das Eichhörnchen mit dem Knacken von Nüssen die Stärke und Zähigkeit der Athleten.
Die Bevölkerung wurde aufgerufen, Vorschläge für die Maskottchen zu basteln. Zum Siegerentwurf wurde 1978 die Arbeit von Necky Oprinsen aus Sint-Michielsgestel gewählt. In der Jury saßen niederländische Sportler und andere Prominente, unter anderem Herman van Veen, Rien Poortvliet und Bert Haanstra. Das Maskottchen besteht aus zwei Eichhörnchen, einem weiblichen und einem männlichen. Necky Oprinsen bekam für ihren Entwurf von Prinzessin Margriet von Oranien-Nassau, der Schirmherrin der Spiele, eine Reise für zwei Personen nach New York überreicht.
Das Maskottchen wurde sowohl zu Marketingzwecken als auch für Souvenirs benutzt.